# Glaucina lowensis
Glaucina lowensis är en fjärilsart som beskrevs av Samuel E. Cassino och Louis W. Swett 1925. Glaucina lowensis ingår i släktet Glaucina och familjen mätare. Inga underarter finns listade i Catalogue of Life.